# Cordia fawcettii
Cordia fawcettii är en strävbladig växtart som beskrevs av Carl Karl Wilhelm Leopold Krug och Urb.. Cordia fawcettii ingår i släktet Cordia, och familjen strävbladiga växter. Inga underarter finns listade i Catalogue of Life.